# SP-56

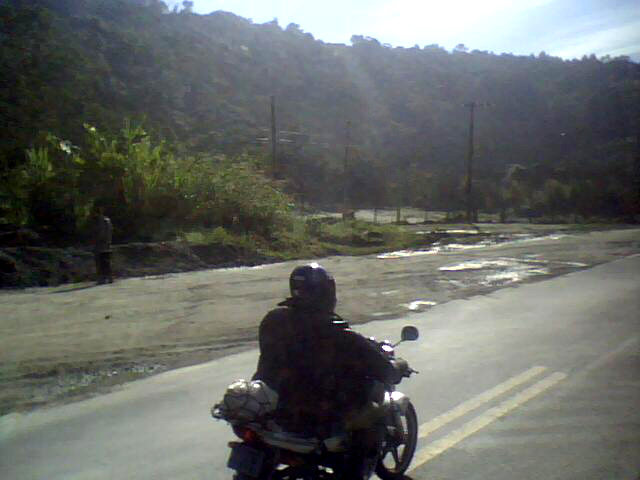
Trecho da SP-56 em Santa Isabel.

A SP-56 é uma rodovia que interliga os municípios de Itaquaquecetuba, Arujá, Santa Isabel e Igaratá, no estado de São Paulo.
Recebe as seguintes denominações oficiais em seu trajeto:
- Nome: Alberto Hinoto, Rodovia De - até: Itaquaquecetuba - Arujá[1]
- Nome: Albino Rodrigues Neves, Vereador, Rodovia De - até: Arujá - Santa Isabel
- Nome: Joaquim Simão, Prefeito, Rodovia De - até: Santa Isabel - Igaratá

Por causa da municipalização, seu trecho urbano dentro das cidades de Arujá e Santa Isabel, recebem algumas denominações:
Em Arujá: Estrada de Santa Isabel (da divisa com Itaquaquecetuba até o pontilhão da BR-116) e Avenida dos Expedicionários (após o pontilhão mencionado até o fim do perímetro urbano de Arujá).
Em Santa Isabel: Rua Fernandes Cardoso, Rua João Pessoa, Avenida Manoel Ferraz de Campos Salles, Avenida da República e Rua Sebastião Claudiano.

## Curiosidade
O nome que a rodovia recebe no trecho de Itaquaquecetuba é uma homenagem ao guitarrista Bento Hinoto do grupo Mamonas Assassinas, morto em um acidente aéreo em 1996.